# العلاقات الصينية المنغولية
العلاقات الصينية المنغولية هي العلاقات الثنائية التي تجمع بين الصين ومنغوليا.

## مقارنة بين البلدين
هذه مقارنة عامة ومرجعية للدولتين:
| وجه المقارنة                                              | الصين                    | منغوليا         |
| --------------------------------------------------------- | ------------------------ | --------------- |
| المساحة (كم2)                                             | 9.60 مليون               | 1.57 مليون      |
| عدد السكان (نسمة)                                         | 1.33 مليار               | 3.08 مليون      |
| الكثافة السكانية (ن./كم²)                                 | 138.54                   | 1.96            |
| العاصمة                                                   | بكين                     | أولان باتور     |
| اللغة الرسمية                                             | اللغة الصينية القياسية   | اللغة المنغولية |
| العملة                                                    | رنمينبي                  | توغروغ منغولي   |
| الناتج المحلي الإجمالي (بليون دولار)                      | 12.24 تريليون            | 11.49 مليار     |
| الناتج المحلي الإجمالي (تعادل القوة الشرائية) بليون دولار | 19.82 تريليون            | 36.16 مليار     |
| الناتج المحلي الإجمالي الاسمي للفرد دولار أمريكي          | 8.03 ألف                 | 3.97 ألف        |
| الناتج المحلي الإجمالي للفرد دولار أمريكي                 | 13.21 ألف                | 11.95 ألف       |
| مؤشر التنمية البشرية                                      | 0.728                    | 0.727           |
| رمز المكالمات الدولي                                      | +86                      | +976            |
| رمز الإنترنت                                              | .cn، .中国 ‏، .中國 ‏      | .mn             |
| المنطقة الزمنية                                           | توقيت الصين، ت ع م+08:00 | ت ع م+08:00     |

## مدن متوأمة
في ما يلي قائمة باتفاقيات التوأمة بين مدن صينية ومنغولية:
- ترتبط تيانجين مع أولان باتور باتفاقية توأمة منذ 17 مايو 2007.[13][13][13][13]

## منظمات دولية مشتركة
يشترك البلدان في عضوية مجموعة من المنظمات الدولية، منها:
| علم المنظمة | اسم المنظمة                                                | تاريخ انضمام الصين | تاريخ انضمام منغوليا |
| ----------- | ---------------------------------------------------------- | ------------------ | -------------------- |
|             | وكالة ضمان الاستثمار متعدد الأطراف                         | 30 أبريل 1988      | 21 يناير 1999        |
|             | منظمة الشرطة الجنائية الدولية                              | ?                  | ?                    |
|             | منظمة حظر الأسلحة الكيميائية                               | ?                  | ?                    |
|             | منظمة التجارة العالمية                                     | 11 ديسمبر 2001     | ?                    |
|             | الفريق المعني برصد الأرض                                   | ?                  | ?                    |
|             | الأمم المتحدة                                              | 25 أكتوبر 1971     | 27 أكتوبر 1961       |
|             | مؤسسة التمويل الدولية                                      | 15 يناير 1969      | 14 فبراير 1991       |
|             | يونسكو                                                     | 4 نوفمبر 1946      | 1 نوفمبر 1962        |
|             | مؤسسة التنمية الدولية                                      | 24 سبتمبر 1960     | 14 فبراير 1991       |
|             | بنك التنمية الآسيوي                                        | 1986               | 1991                 |
|             | الاتحاد الدولي للاتصالات                                   | 1 سبتمبر 1920      | 27 أغسطس 1964        |
|             | العملية المشتركة للاتحاد الأفريقي والأمم المتحدة في دارفور | ?                  | ?                    |
|             | منتدى آسيان الإقليمي ‏                                      | ?                  | ?                    |
|             | البنك الدولي للإنشاء والتعمير                              | 27 ديسمبر 1945     | 14 فبراير 1991       |
|             | المركز الدولي لتسوية المنازعات الاستشارية                  | 6 فبراير 1993      | 14 يوليو 1991        |
|             | الاتحاد البريدي العالمي                                    | ?                  | ?                    |

## أعلام
هذه قائمة لبعض الشخصيات التي تربطها علاقات بالبلدين:
- تشانغ شياو بينغ (ملاكم صيني، 1 أبريل 1982 – )
- دانييلا وانغ (ممثلة صينية، 6 أغسطس 1989 – )
- سا دينق دينق (مغنية صينية، 27 ديسمبر 1983 – )
- شياو تشيان (27 يناير 1910 – 11 فبراير 1999)
- لو ون (لاعبة كرة سلة صينية، 26 فبراير 1990 – )
- مينك بيتر (لاعب كرة سلة صيني، 20 نوفمبر 1975 – )
- نارين هوا (17 نوفمبر 1962 – )
- يانغ جينغ (سياسي صيني، ديسمبر 1953 – )
- يو جي (ناشط صيني، 3 أكتوبر 1973 – )

## وصلات خارجية
- موقع وزارة الخارجية الصينية
- موقع وزارة الخارجية المنغولية